# Esteban Martín
Esteban Martín Morales (nacido el 8 de diciembre de 1956 en Barcelona) es un escritor español.
En sus novelas, de acción, misterio y aventura, suele mezclar personajes reales y ficticios en un trasfondo histórico.

## Biografía
Licenciado en Geografía e Historia, especialidad de Antropología, por la Universidad de Barcelona y Máster de Guion Cinematográfico y Televisivo por la Universidad Autónoma de Barcelona.
Desde principios de los 70 ha estado vinculado al mundo editorial. Fundó Littera Books (1999-2006), donde publicó, entre otras, obras de Pablo Neruda, Heinrich Böll y Dino Buzzati y jóvenes promesas como Eduardo Halfon o Luisa Cuerda.
Su carrera literaria obtiene su primer éxito con La Clave Gaudí, escrita con la colaboración de Andreu Carranza y vendida a más de 20 países.
Ya en solitario, le siguieron: El pintor de sombras (2009) y Cuando la muerte venía del cielo (2011).
También es autor de obras infantiles y juveniles.
Ha concluido una saga para jóvenes que transcurre en el Japón del siglo XVI. El primer volumen lleva por título: Sanada y la Conquista del Imperio.
El primer título de la saga Sanada ha sido seleccionado para el Premi de Literatura Protagonista Jove 2014/15.
En la actualidad la Compañía Teatral Lazzigags trabaja en la adaptación de un musical para niños de dos a seis años de su libro "Ricard i el seu Robot", con el título La Berta i el seu Robot bajo la Dirección de Lídia Linuesa, Coreografía de Lluis Garrido y Música de Marc Sambola.

Sus obras han sido traducidas al inglés, alemán, holandés, chino, portugués, italiano, checo, polaco, japonés, coreano, ruso, lituano, turco, entre otras lenguas.

## Obras
- 1984 – Poemas de bolsillo.
- 1992 - Federica Montseny (biografía)
- 1997 – Ricardo y su robot (infantil)
- 2007 – La clave Gaudí (novela)
- 2009 – El pintor de sombras (novela)
- 2011 – Cuando la muerte venía del cielo (novela)
- 2011 – Tierra de gigantes (infantil)
- 2012 – El olvido (novela)
- 2013 – El misterio del lago Ness (juvenil)
- 2013 – Sanada y la conquista del Imperio (juvenil)
- 2014 – Sanada y los Tesoros Imperiales (juvenil)
- 2014 – Sanada y el Dragón de Jade (juvenil)
- 2015 - Sanada y la corona de Alejandro (juvenil)
- 2016 - Viola d'amore (juvenil)
- 2016 - El día del libro (novela)
- 2017 - El mago de Cracovia (juvenil)
- 2018 - Revolución (novela histórica)

## Premios
- Premio de Novela Diputación de Córdoba, 2011 por su novela El Olvido.